# Elisabetta Manfredini
Elisabetta Manfredini Guarmani (Bologna, 2 giugno 1780 – dopo il 1824) è stata un soprano italiano.

## Biografia
Elisabetta (Elisa) Antonia Manfredini nacque a Bologna il 2 giugno 1780 dal compositore e teorico della musica Vincenzo Manfredini e da Maria Monari. La famiglia Manfredini era una famiglia di musicisti: un bisnonno fu trombonista, il nonno Francesco Manfredini fu compositore e violinista, lo zio Giuseppe Manfredini un famoso cantante castrato, mentre un altro zio paterno, Antonio, fu sacerdote e anche violinista.
Nel 1799, all'età di diciannove anni, Elisabetta perse suo padre. Si sposò nel febbraio del 1802 con Vincenzo Antonio Guarmani e nel marzo 1810 iniziò la sua carriera di soprano nell'azione sacra di Stefano Pavesi Il trionfo di Gedeone, rappresentata al teatro del Corso della città felsinea. Quello stesso mese conobbe Gioachino Rossini in occasione di un concerto vocale tenuto all'Accademia de' Concordi di Bologna e l'anno successivo, il 23 aprile 1811, fu accolta come membro dell'Accademia filarmonica.
Ebbe presto l'opportunità di lavorare con Rossini, che già nel 1812 la volle in Ciro in Babilonia per il ruolo di Amira composto appositamente per lei. Ciro in Babilonia ebbe decine di riprese negli anni successivi. Rossini creò altri tre ruoli per la sua voce, l'ultimo dei quali fu quello della protagonista in Adelaide di Borgogna.
La Manfredini si esibì più volte al teatro La Fenice di Venezia, alla Scala di Milano, e al Teatro Argentina di Roma.
La Manfredini si esibì ancora in due opere di Mayr, La Rosa bianca e la Rosa rossa nel 1819 a Lucca, e Medea in Corinto a Bergamo nel 1820, e nelle opere di Rossini Otello, Eduardo e Cristina, Aureliano in Palmira e Zelmira in rappresentazioni tenute a Bergamo, Perugia, Modena, Macerata e Ferrara dal 1820 al 1824. Dopo questa data non si hanno più notizie della Manfredini, della quale s'ignora il luogo e la data della morte.
L'arte operistica di Elisabetta Manfredini è riconosciuta ancora oggi: Dennis Libby scrive che ebbe «una carriera di grande successo», mentre Elizabeth Forbes conclude la sua nota biografica dicendo che «a giudicare dalla musica composta per lei da Gioachino Rossini, ebbe una voce di eccezionale flessibilità». Per la Grasso-Caprioli, fu un «soprano lirico di coloratura, specializzata in ruoli di eroine preromantiche tanto fragili quanto perseguitate [...] La critica, unanimemente favorevole, le riconobbe sicure doti vocali, offuscate talvolta da un'eccessiva freddezza interpretativa».

## Ruoli e scene
(La data si riferisce alla prima rappresentazione):
- Egla in Giobbe, oratorio, musicato da Stefano Pavesi, Teatro del Corso di Bologna, 11 marzo 1810.
- Giovanna in Le stagioni, musicato da Joseph Haydn, sede del Liceo Filarmonico di Bologna, 21 maggio 1811.
(In questa rappresentazione, Gioacchino Rossini era "Maestro al cembalo".)
- Amira in Ciro in Babilonia o sia la caduta di Baldassarre, musicato da Gioacchino Rossini, Teatro Comunale di Ferrara, 12 marzo 1812 (creazione).
- Aspasia in Aspasia e Cleomene, musicato da Stefano Pavesi, Teatro di via della Pergola, Firenze, 1812.
- Amenaide in Tancredi, musicato da Gioacchino Rossini, Gran Teatro La Fenice di Venezia, 3 febbraio 1813 (creazione).
- Aldimira in Sigismondo, musicato da Gioacchino Rossini, Teatro alla Scala di Milano, 26 dicembre 1814 (creazione).
- Mandane in L’eroismo in amore, musicato da Ferdinando Paër, Teatro alla Scala di Milano, 26 dicembre 1815 (creazione).
- Ginevra in Ginevra di Scozia, musicato da Johann Simon Mayr, Teatro alla Scala di Milano, 1816 (creato 1801).
- Adelaide in Adelaide di Borgogna, musicato da Gioacchino Rossini, Teatro Argentina di Roma, 27 dicembre 1817 (creazione).
- Cristina in Eduardo e Cristina, dramma per musica, musicato da Gioacchino Rossini, Bologna 1820; Modena e Perugia 1822. (Prima: Teatro San Benedetto, Venezia, 24 aprile 1819).
- Desdemona in Otello ossia l'africano di Venezia, dramma tragico per musica, musicato da Gioacchino Rossini, Teatro della Società, Bergamo, 1821.